# Helina emeishanana
Helina emeishanana este o specie de muște din genul Helina, familia Muscidae, descrisă de Guan, Feng și Ma în anul 2001.
Este endemică în Sichuan. Conform Catalogue of Life specia Helina emeishanana nu are subspecii cunoscute.